# Botswana ai Giochi della XXXII Olimpiade
Il Botswana ha partecipato ai Giochi della XXXII Olimpiade, che si sono svolti a Tokyo, Giappone, dal 23 luglio al 8 agosto 2021 (inizialmente previsti dal 24 luglio al 9 agosto 2020 ma posticipati per la pandemia di COVID-19) con tredici atleti, otto uomini e cinque donne.
Si è trattata della undicesima partecipazione di questo paese ai Giochi estivi.

## Medaglie

### Medagliere per disciplina
| Sport            | Oro | Argento | Bronzo | Totale |
| ---------------- | --- | ------- | ------ | ------ |
| Atletica leggera | 0   | 0       | 1      | 1      |
| Totale           | 0   | 0       | 1      | 1      |

### Medaglie di bronzo
| Medaglia | Nome                                                                 | Sport            | Evento                         |
| -------- | -------------------------------------------------------------------- | ---------------- | ------------------------------ |
| Bronzo   | Isaac Makwala Bayapo Ndori Zibane Ngozi Anthony Pasela Leungo Scotch | Atletica leggera | Staffetta 4×400 metri maschile |

## Delegazione
| Sport             | Uomini | Donne | Totale |
| ----------------- | ------ | ----- | ------ |
| Atletica leggera  | 6      | 3     | 9      |
| Nuoto             | 1      | -     | 1      |
| Pugilato          | 1      | 1     | 2      |
| Sollevamento pesi | -      | 1     | 1      |
| Totale            | 8      | 5     | 13     |

## Risultati

### Atletica leggera
| Q | Qualificato al turno successivo per la posizione in qualificazione                                                           |
| q | Qualificato per il turno successivo per ripescaggio o, negli eventi su campo, conquistando la misura minima per qualificarsi |

Maschile
Eventi su pista e strada
| Atleta                                                               | Evento            | Batteria  | Batteria  | Semifinale | Semifinale | Finale          | Finale          |
| Atleta                                                               | Evento            | Risultato | Posizione | Risultato  | Posizione  | Risultato       | Posizione       |
| -------------------------------------------------------------------- | ----------------- | --------- | --------- | ---------- | ---------- | --------------- | --------------- |
| Isaac Makwala                                                        | 400 m piani       | 44"86     | 1º Q      | 44"59      | 3º q       | 44"94           | 7º              |
| Leungo Scotch                                                        | 400 m piani       | 45"32     | 4º q      | 45"56      | 5º         | Non qualificato | Non qualificato |
| Nijel Amos                                                           | 800 m piani       | 1'45"04   | 1º Q      | 2'38"49    | 8º q       | 1'46"41         | 8º              |
| Isaac Makwala Bayapo Ndori Zibane Ngozi Anthony Pasela Leungo Scotch | Staffetta 4×400 m | 2'58"33   | 2ª Q      | N.D.       | N.D.       | 2'57"27         |                 |

Femminile
Eventi su pista e strada
| Atleta                | Evento      | Batteria  | Batteria  | Semifinale      | Semifinale      | Finale          | Finale          |
| Atleta                | Evento      | Risultato | Posizione | Risultato       | Posizione       | Risultato       | Posizione       |
| --------------------- | ----------- | --------- | --------- | --------------- | --------------- | --------------- | --------------- |
| Christine Botlogetswe | 400 m piani | 53"99 SB  | 8ª        | Non qualificata | Non qualificata | Non qualificata | Non qualificata |
| Galefele Moroko       | 400 m piani | 55"89 SB  | 6ª        | Non qualificata | Non qualificata | Non qualificata | Non qualificata |
| Amantle Montsho       | 400 m piani | DNF       | DNF       | DNF             | DNF             | DNF             | DNF             |

### Nuoto
| Atleta        | Gara                        | Batterie | Batterie | Semifinali      | Semifinali      | Finale          | Finale          |
| Atleta        | Gara                        | Tempo    | Pos.     | Tempo           | Pos.            | Tempo           | Pos.            |
| ------------- | --------------------------- | -------- | -------- | --------------- | --------------- | --------------- | --------------- |
| James Freeman | 200 m stile libero maschile | 1'52"87  | 38       | non qualificato | non qualificato | non qualificato | non qualificato |
| James Freeman | 400 m stile libero maschile | 4'03"10  | 35       | N.D.            | N.D.            | non qualificato | non qualificato |

### Pugilato
| Atleta            | Evento               | Sedicesimi           | Ottavi di finale     | Quarti di finale     | Semifinali           | Finale               | Pos.            |
| Atleta            | Evento               | Avversario Risultato | Avversario Risultato | Avversario Risultato | Avversario Risultato | Avversario Risultato | Pos.            |
| ----------------- | -------------------- | -------------------- | -------------------- | -------------------- | -------------------- | -------------------- | --------------- |
| Rajab Mahommed    | Pesi mosca maschile  | Martínez P 0–5       | non qualificato      | non qualificato      | non qualificato      | non qualificato      | non qualificato |
| Keamogetse Kenosi | Pesi piuma femminile | Artingstall P 0–5    | non qualificato      | non qualificato      | non qualificato      | non qualificato      | non qualificato |

### Sollevamento pesi
| Atleta             | Evento          | Strappo   | Strappo    | Slancio   | Slancio    | Totale | Classifica |
| Atleta             | Evento          | Risultato | Classifica | Risultato | Classifica | Totale | Classifica |
| ------------------ | --------------- | --------- | ---------- | --------- | ---------- | ------ | ---------- |
| Magdeline Moyengwa | 57 kg femminile | 70        | 13º        | 80        | DNF        | DNF    | DNF        |